# Parkour

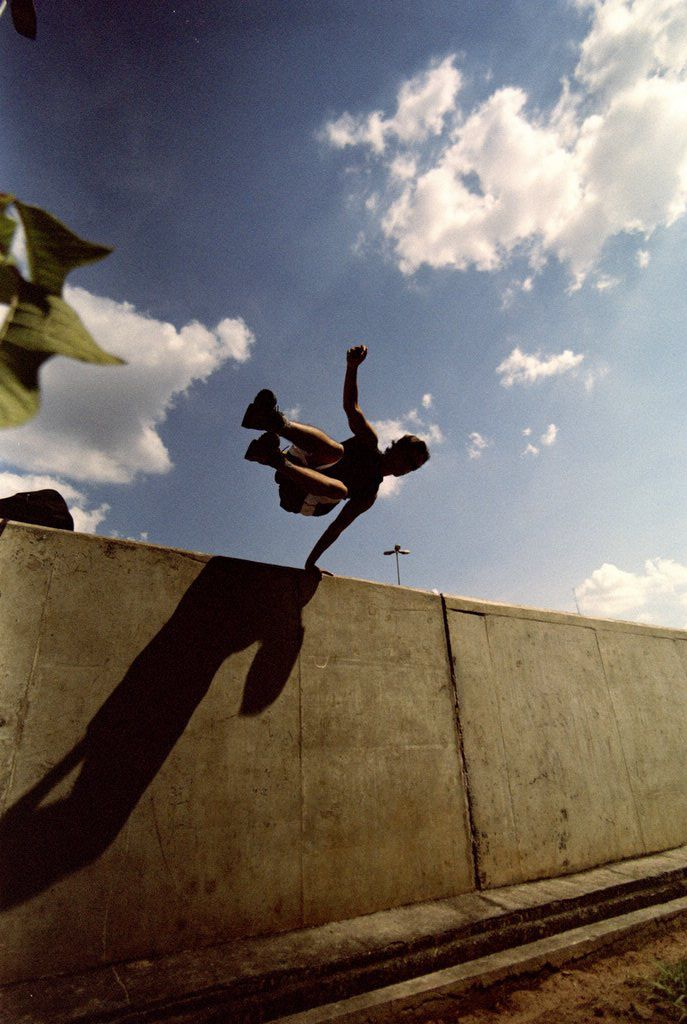
tento trik se nazývá speed

Parkour (někdy též  parkour a také jako zkratka PK) neboli l’art du déplacement (umění pohybu/umění přemístění) je druh sportu francouzského původu, jejímž základem je schopnost dostat se z bodu A do bodu B co nejefektivněji, s co nejmenší spotřebou energie, hezky a účinně za použití vlastního těla, a to prostřednictvím výšky, výskoků, přeskoků a lezení.. K pohybu je možné použít i akrobatických prvků, salt tzv. flipů.  Pomáhá v překonávání libovolných překážek v okolním prostředí – od větví přes kameny a skály až po zábradlí a betonové zdi, taky však traceur může navštěvovat tělocvičny (gymy) ve kterých si může nebezpečnější triky vyzkoušet a naučit se je – a může být provozován jak ve městě, tak na venkově. Muž provozující parkour je traceur, žena pak traceuse (někdy je možno se setkat s počeštěným výrazem traceurka).
Za zakladatele parkouru je považován David Belle, parkour se zaměřuje na trénink účinných pohybů a rozvoj těla a mysli, aby se člověk ve všech situacích (a především kritických) uměl pohybovat klidně a sebejistě.

## Souhrn
Parkour je fyzická aktivita, které lze jen těžko přiřadit kategorii. Není to extrémní sport, ale spíše umění nebo disciplína. Podle Davida Bella je fyzická část parkouru založená na překonávání všech překážek, které se v cestě vyskytnou, jako kdyby šlo o stav ohrožení – chcete se pohybovat takovým způsobem, za použití jakéhokoliv pohybu, který vám pomůže dostat se od/k někomu/něčemu. Při střetu s protivníkem může člověk mluvit, bojovat, nebo utíkat. Bojová umění připravují na útok, parkour je formou tréninku pro útěk. Kvůli této složitosti určení a zařazení se často poznamenává, že parkour má svou vlastní kategorii – parkour je parkour.
Důležitou charakteristikou parkouru je efektivita (účinnost). Traceur se nesnaží pohybovat jen nejrychleji jak dokáže, ale také s co nejmenší spotřebou energie a nejpřímější možnou cestou. A protože neoficiálním parkourovým mottem je être et durer, (být a zůstat, být a vydržet), efektivita zahrnuje předcházení zraněním krátko i dlouhodobým.
Je známo, že parkour ovlivňuje i traceurův proces myšlení. Traceuři a traceurky zaznamenávají změnu v myšlení, které jim pomáhá v běžném životě, ať už jde o překážky fyzické či psychické. Základem je motto être et durer, případně être fort pour être utile, (česky být silným, abych byl užitečným podle Hébertovy Přirozené metody) a snaha umět se dostat z bodu A do bodu B rychle a plynule. Zároveň s tréninkem traceur/ka začíná přemýšlet o svých pohnutkách, důvodech k tréninku, parkourové filosofii atd.

## Terminologie
- L'art du déplacement a le parcours byly prvními pojmy použitými k popsání metody tréninku pohybů.[7]
- Termín parkour IPA: [paʁ.'kuʁ] definovali David Belle a jeho přítel Hubert Koundé. Vychází ze spojení parcours du combatant (česky poeticky přeloženo cesta bojovníka), což je tradiční vojenská výcviková trať, navržená Georgesem Hébertem. Koundé, který sám ovšem není traceurem, nahradil c písmenem k, aby zdůraznil větší tvrdost a odstranil s, které se ve francouzštině nevyslovuje a proto je nadbytečné a odporuje filosofii efektivity. Spojení du combatant bylo úplně odstraněno, protože už nešlo o vojenský nebo bojový výcvik.[2][8][9]
- Traceur IPA: [tʁa.'sœʁ] je substantivum odvozené od francouzského slovesa tracer, které obvykle znamená načrtnout, vyznačit, vytyčit; ve francouzském slangu může však znamenat také běžet; v angličtině je pak tracer někdo, kdo následuje svoji cestu.

## Historie

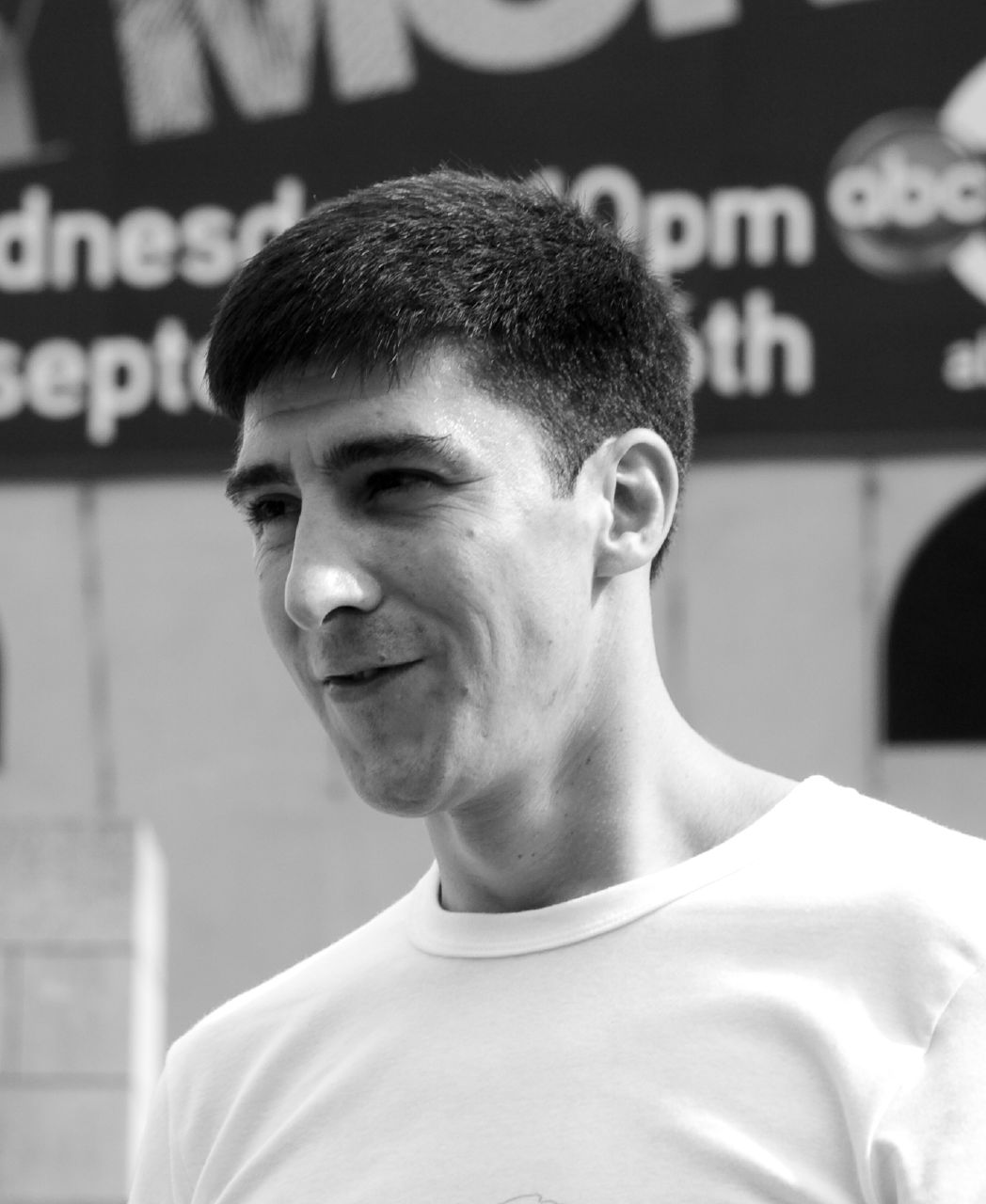
David Belle na New Yorker Festival

Parkour se inspiroval mnohými zdroji, především Přirozenou metodou Georgese Héberta, která vznikla na počátku dvacátého století. Francouzští vojáci ve Vietnamu se inspirovali Hébertovou prací a vytvořili to, co je dnes známo pod pojmem parcours du combattant. David Belle se k této překážkové trati a Hébertově Přirozené metodě dostal díky otci, Raymondu Bellovi, francouzskému hasiči, který se těmto disciplínám věnoval. David Belle trénoval mnohé disciplíny, například bojová umění či gymnastiku, a hledal možnost jejich využití v životě.
Po přestěhování do Lisses v roce 1987 (předměstí Paříže) David Belle pokračoval ve své cestě. Zde se k němu přidala skupina lidí (např. Sébastien Foucan), která s ním trénovala, rozvíjela schopnosti a definice.
V roce 1997 tak vznikla skupina Yamakasi (název pochází z jazyka Lingala a znamená silné tělo, silná duše, silný člověk). Někdy v roce 1998 pak vznikl samotný název disciplíny – parkour.
Skupina Yamakasi se rozdělila v roce 1998 kvůli neshodám ohledně show Notre Dame de Paris. David Belle odchází ze skupiny a když Yamakasi v roce 2001 natočí film Yamakasi, David ho označuje za prostituci umění.
V září 2003 byl ve Velké Británii odvysílán pořad Jump London se Sébastienem Foucanem, který odstartoval rychlé šíření parkouru po celé zemi. Zároveň však vzniká nový proud a posléze oddělující se disciplína zvaná Free running.
21. července 2004 založil Jerome Lebret se souhlasem Davida Bella portál Parkour.net (známý mezi traceury jako .NET), jehož fórum se brzy stalo virtuálním domovem nejzkušenějších a nejrespektovanějších traceurů a traceurek světa.
V roce 2005 založil David Belle asociaci PAWA (PArkour Worldwide Association – Světová parkourová asociace), která mu měla pomoci šířit správnou myšlenku parkouru dále. Organizace brzy přestala plnit svoji funkci a David ji v roce 2006 opustil s tímto vyjádřením: Aby se vyhnul dalšímu komerčnímu a filosofickému zneužití parkouru, David Belle oznamuje, že neručí za žádnou stránku, asociaci nebo společnost, která předstírá, že je oficiální tam, kde je oficiální jen název, který si dala.
Následoval vznik skupiny Team Parkour by D. Belle a Bellových osobních stránek.

## Filosofie
| „                        | Našim cílem je ukázat naše umění světu a naučit lidi chápat, co je to pohyb. | “ |
| — David Belle, BBC News. |                                                                              |   |

Většinou se příliš neví, že toto je jedna z důležitých částí parkouru. Podle Yamakasi jde o nedílnou součást umění. Slovy Williamse Bella:
| „ | Proč trénuji lidi? Myslím, že je důležité uchovat umění. Myslím, že budou sdílet tuto zkušenost. A reprezentovat... věřím, že znamená sdílet. Nesmí se to ztratit. Mělo by zůstat naživu! Nechci tuto zkušenost mít a jen ji zapsat, protože pak se z ní stane mrtvá zkušenost. Chci, aby byla živá! Chci, aby lidé umění užívali, žili a experimentovali s ním. | “ |

Dalším aspektem filosofie je svoboda. Často je opakováno, že parkouru se může věnovat kdokoliv, kdykoliv, kdekoliv na světě. Svoboda je chápána jako možnost dostat se tam, kam jiní nemohou, způsobem vyjádřeným výše (bezpečně, rychle, plynule). Châu Belle-Dinh uvádí víc než jen pouhou jednoduchou definici:
| „ | Umění pohybu je druh svobody. Je to druh sebevyjádření. Nemyslím, že existuje jasná definice. Když vysvětlujete umění pohybu lidem, říkáte: šplhám, skáču, běhám, zůstávám v pohybu! To je ono! Ale nikdo nerozumí. Potřebují to vidět. Je to stav mysli. Je to sebedůvěra a získávání energie. Lepší znalost těla, schopnost pohybovat se, překonávat překážky v reálném i psychickém životě. Cokoliv, co působí na tvoji hlavu, na tvoje srdce. Cokoliv na tebe působí fyzicky. | “ |
| — | |   |

Je to stejně tak učení se fyzickému umění a ovládnutí pohybu, jako schopnost překonat obavy a bolesti a aplikovat to v životě, protože k zvládnutí parkouru je třeba i ovládání mysli.
Andreas Kalteis, rakouský traceur, řekl v dokumentu Parkour Journeys:
| „ | Pochopit filosofii parkouru chce čas, protože si na ni musíte nejdřív zvyknout. Zatímco se snažíte o zvládnutí technik, nepocítíte příliš filosofie. Ale jakmile se dokážete pohybovat svou cestou, začnete zjišťovat, jak parkour mění další věci ve vašem životě a váš přístup k řešení problémů – například v práci – se změní, protože trénujete překonávání překážek. Toto náhlé zjištění se objevuje u různých lidí různě, někdy přijde velmi brzy a někdy velmi pozdě. Nemůžete říct „trvá to dva měsíce, než pochopíte, co je parkour.“ Teď už neříkám „dělám parkour,“ ale „žiju parkour,“ protože se stal mou životní filosofií, mou cestou, jak dělat všechno ostatní. | “ |

### Bez rivality
Akce odstartovala 1. května 2007 na portále Parkour.net a jejím cílem bylo zachovat filosofii parkouru – proti soutěžím a rivalitě.
| „                                        | Soutěžení nutí lidi bojovat proti sobě pro přízeň davu a/nebo pro výhody plynoucí ze změny přístupu několika obchodníků. Parkour je jedinečný a nemůže být soutěžním sportem, protože tak ignoruje svůj nesobecký základ seberozvoje. Kdyby se parkour stal sportem, bylo by těžké učit a šířit parkour jako nesoutěžní aktivitu. A nový sport by se šířil pod jménem parkour, ale už ne s jeho základní filosofií. | “ |
| — Erwan (na .NET známý jako Hebertiste), | |   |

## Techniky

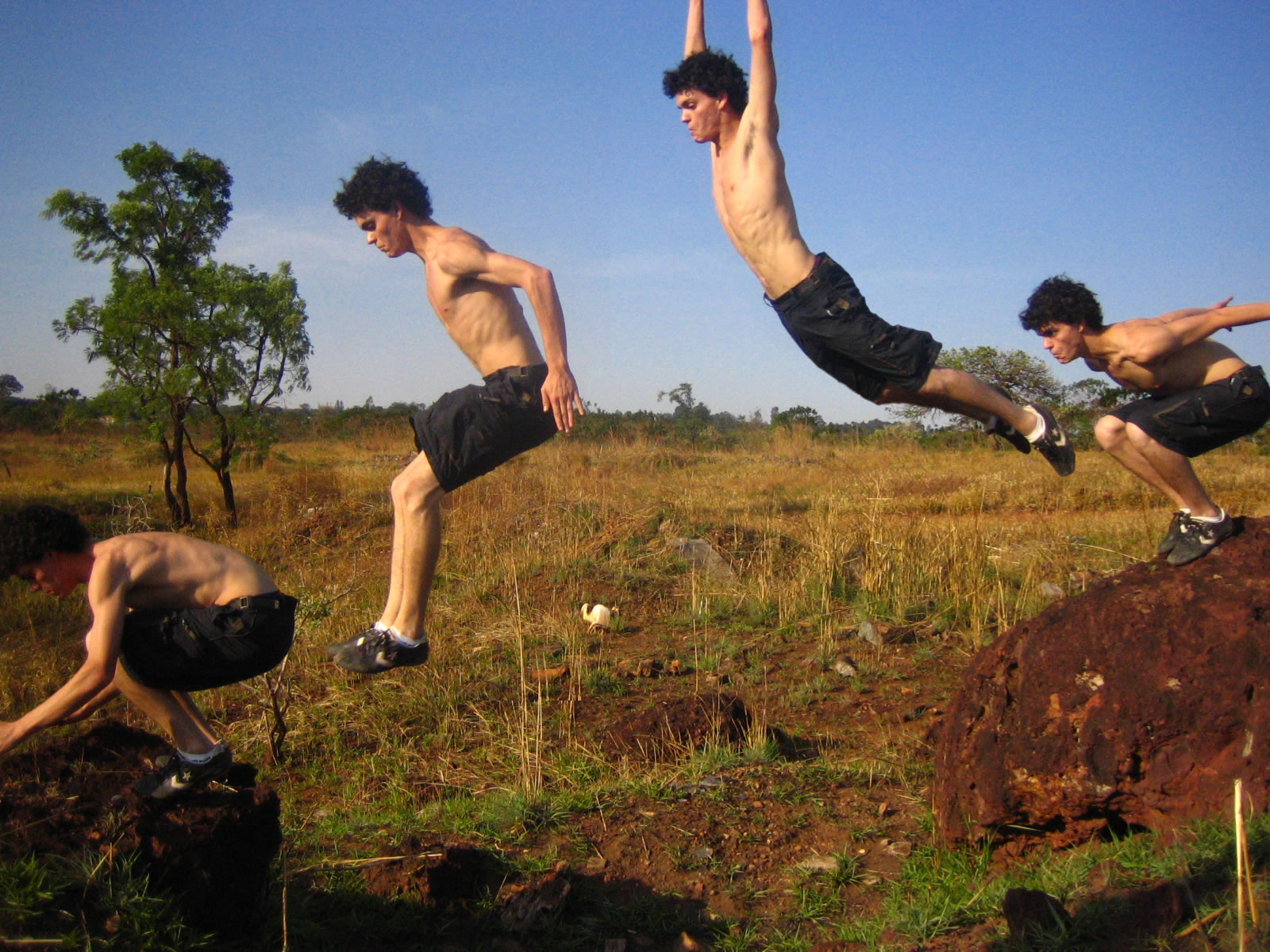
Saut de Précision

V parkouru je méně předtvořených technik, než například v gymnastice, navíc parkour není složen jen ze seznamu přesně daných pohybů. Každá překážka, se kterou se traceur setká, představuje unikátní výzvu k překonání efektivním způsobem, v závislosti na stavbě těla, rychlosti, úhlu náběhu, tvaru překážky apod. Parkour se zabývá tréninkem těla a mysli za účelem zlepšení schopnosti reagovat na překážku technikou, která funguje; mnohdy technikou nepopsanou, která ani popsat nepotřebuje. V mnoha případech závisí efektivita na rychlém přesouvání těžiště a využití pohybové energie k rychlému provedení „nemožných“ nebo velmi náročných tělesných pohybů. Absorpce a přesouvání energie je důležitým faktorem – provedení parakotoulu snižuje náraz na nohy a páteř a dovoluje traceurovi skoky z výšek, které jsou například gymnastikou či akrobacií považovány za příliš velké. Podle Davida Bella jde o pohyb, který vám pomůže dosáhnout nejlepšího výsledku při útěku či běhu od/k někomu/něčemu. Když se traceur někam dostane, musí být schopen dostat se zpět, když se pohybuje z A do B, pak musí být schopen dostat se z B do A, ovšem ne nutně za použití stejných technik.
Navzdory tomu existuje několik základních technik, které jsou oblíbené pro jejich všestrannost a účinnost.
Nejdůležitější je ovládnout skok a dopad. Parakotoul, používaný pro zmírnění dopadu a přenos pohybové energie vpřed, je často zdůrazňován jako naprosto nejdůležitější technika. Především nezkušení traceuři se potýkají s kloubními problémy kvůli skokům z velkých výšek a špatným dopadům a parakotoulům.

### Základní techniky
Parkour užívá francouzského názvosloví (včetně anglicky mluvících zemí), pro jednodušší používání v Británii byly zavedeny i anglické názvy. České názvosloví neexistuje (snad s výjimkou výrazů dopad namísto landing a parakotoul namísto roulade či roll)
Základní techniky známé v parkouru:
| Název                             | Název                                          | Popis |
| francouzsky                       | anglicky                                       | Popis |
| --------------------------------- | ---------------------------------------------- | --- |
| Atterrissage / Réception          | Landing                                        | Přistání na zemi, jen špičky nohou se dotýkají země (nikdy nedopadejte na celou nohu; vždy jen na prsty a bříška nohou).                                               |
| Équilibre                         | Balance                                        | Chůze po úzké překážce, po její hraně. |
| Équilibre de chat                 | Cat balance                                    | Pohyb po čtyřech po úzké překážce, po její hraně. |
| Franchissement [fʁɑ̃.ʃis.mɑ̃]       | Underbar, jump through                         | Proskočení skrz mezeru pod překážkou nebo v překážce. |
| Lâché [la.ʃe]                     | Dismount, swinging jump,Cat                    | Seskok z visu (na zábradlí, zdi, stromě) s dopadem na zem nebo zachycením do jiného visu.                                                                              |
| Passe muraille [pas my.ʁaɪ]       | Pop vault, wall run                            | Překonání zdi s jedním či více odrazy nohama od zdi a rukama položenýma nahoře na překážce.                                                                            |
| Passement [pas.mɑ̃]                | Vault                                          | Základní výraz pro techniku určenou k překonání překážky. |
| Demitour [dəmi tuʁ]               | Turn vault                                     | Vault, obsahující otočku o 180°. Tato technika se používá k získání lepší pozice na opačné straně překážky, například pro snížení výšky následného seskoku.            |
|                                   | Speed vault                                    | Překonání překážky v rychlosti, tělo je téměř vodorovně nad překážkou jedním ramenem dolů, kontakt s překážkou má jen jedna ruka.                                      |
|                                   | Lazy                                           | Překonání překážky šikmo za postupného použití jedné ruky, švihnutí nohou přes překážku a odraz pryč druhou rukou.                                                     |
| Saut de chat [so d ʃa]            | Cat jump/pass, monkey vault, (king) kong vault | Vault, skok dopředu přes překážku, kdy se tělo dostává do vodorovné pozice nad překážku, následuje odraz rukama, tělo a nohy se protáhnou nad překážkou a mezi rukama. |
|                                   | Reverse vault                                  | Vault s otočkou o 360°, při němž se traceur otáčí zády nad překážkou. Vhodné při potřebě pokračovat po dopadu jiným směrem.                                            |
| Planche [plɑ̃ʃ]                    | Muscle-up / climb-up                           | Dostat se z pozice visu na rukou do pozice, v níž je trup nad hranou překážky, podporován rukama. Užívá se k lezení nahoru na překážku.                                |
| Roulade [ʁu.lad]                  | Roll                                           | Dopředný parakotoul, při němž se země dotknou paže a záda (kotoul probíhá šikmo přes záda). Používá se ke snížení a přesunu energie ze skoku.                          |
| Saut de bras [so d bra]           | Arm jump, cat leap                             | Doskok na stranu překážku do polohy visu (podřepu), ruce se drží horní hrany, nohy brání nárazu těla do překážky.                                                      |
| Saut de fond [so d fɔ̃]            | Drop                                           | Doslova „skok na zem.“ Seskok dolů z překážky. |
| Saut de détente [so də de.tɑ̃:t]   | Gap jump                                       | Skok z jednoho na druhý objekt přes mezeru, díru. |
| Saut de précision [so d presiziɔ̃] | Precision jump                                 | Skok z jednoho objektu přesně na druhý (traceur zůstává po dopadu stát na druhé překážce)                                                                              |
| Tic tac [tik tak]                 | Tic tac                                        | Odraz od zdi k získání výšky / vzdálenosti. Často slouží k výskoku na protější překážku.                                                                               |

## Vybavení
Lidé věnující se parkouru obvykle utratí za parkour jen málo peněz a obvykle trénují v jednoduchém, lehkém, sportovním oblečení.
Vybavení se v podstatě skládá jen z:
- Pohodlné sportovní (nejčastěji běžecké) obuvi, která je lehká, s dobrou přilnavostí, oporou nohy a tlumením dopadů. Občas se využívají gelové vložky

Protože je parkour spřízněn s Přirozenou metodou, traceuři někdy trénují bosí, aby se uměli pohybovat efektivně nezávisle na vybavení. David Belle k tomu dodal: „holé nohy jsou nejlepšími botami!“

## Parkour v Česku

### Historie parkouru v Česku
Parkour se do Česka dostal snad ještě před britským vysíláním Jump London, přesto se začal výrazněji projevovat až v letech poté. Zhruba v roce 2003 vznikly tři skupiny, brněnské eTo parkour team, pražská Lezz Kref a zlínská Streaks. Především kvůli své osamocenosti a neexistenci dostatečné základny ve světě tyto skupiny postupně zanikly.

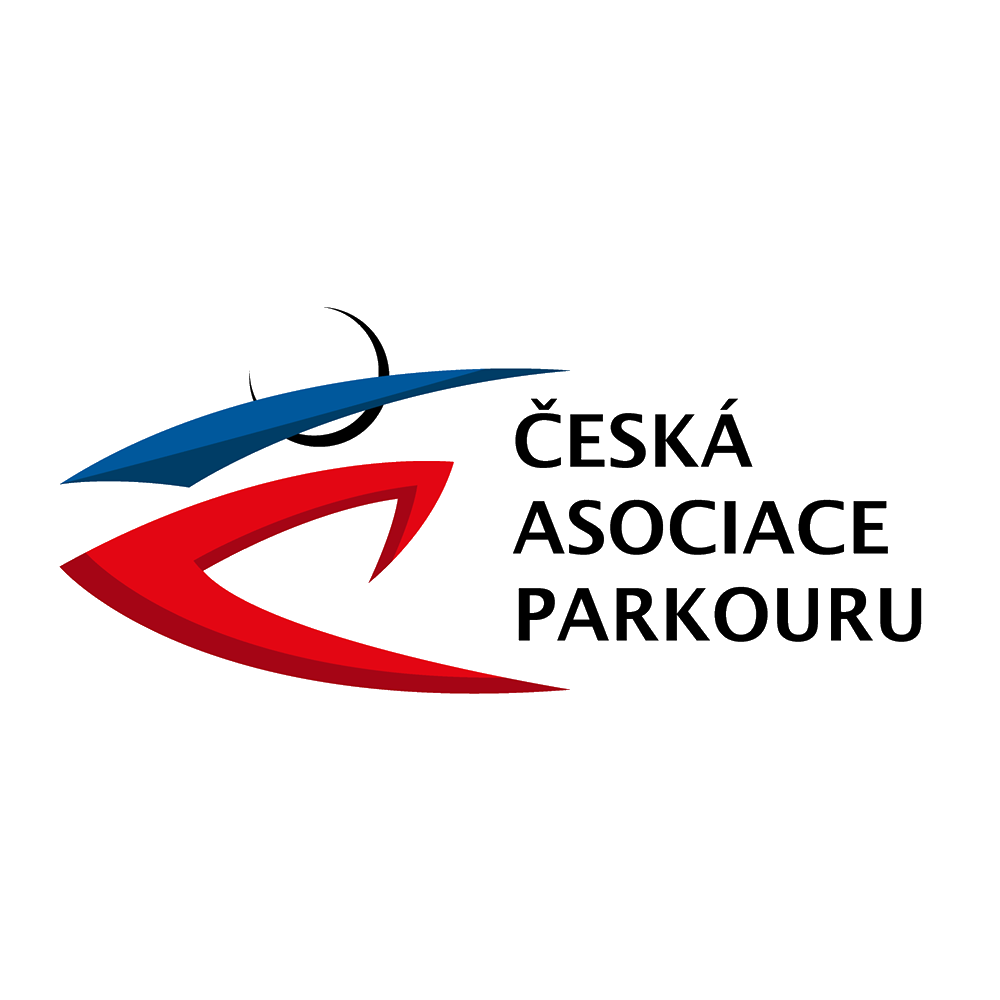
Logo České asociace parkouru, z. s.

Mezi léty 2004 a 2005 přišla velká vlna zájmu o parkour, největší podíl na tom měla videa Davida Bella, šířící se po internetu. V té době vznikly dnes známé skupiny Real Motion či 1Bcrew, většina skupin ovšem brzy zanikla. Přesto právě lidé, kteří začali parkour praktikovat v této době, dnes tvoří základnu českého parkouru.
V roce 2005 se konal 1. český parkourový jam, vlastně šlo o setkání českých traceurů a freerunnerů (tehdy se v Česku ještě příliš neoddělovaly pojmy free running a parkour). Dohromady se sešlo asi 30 lidí z celé republiky.
V květnu 2006 se české komunitě představuje portál Parkour.cz, který od zanikajících Streaks přebírá Toshiro. Portál se postupně snaží sdružovat a informovat parkourovou komunitu v Česku a zároveň ji rozvíjet.
Davida Bella měla komunita přivítat v červnu 2007 v Ostravě, na prvním velkém, českém, vedeném tréninku Parkour Meeting Ostrava ale i přesto, že z osobních důvodů na poslední chvíli nakonec nepřijel, předznamenalo ostravské setkání pod vedením parkouristy s přezdívkou God3D(Jan Rušaj) mnoho velkých a pozitivních změn v dalším vývoji české parkourové scény.
V lednu 2015 proběhla ustanovující schůze České asociace parkouru - asociace zastřešující příznivce a parkourové kluby. Členové ČAPk spolupracují na tvorbě licencí pro instruktory parkouru.
V červnu 2019 bylo zvoleno nové vedení České asociace parkouru - pod tlakem světových událostí v parkouru přidává do činnosti asociace organizování vlastních parkourových soutěží, včetně celosvětově známého turnaje World Chase Tag.

### Česká parkourová základna
Od svého znovuzaložení a oficiálního představení 24. května 2006 se snažil portál Parkour.cz informovat českou parkourovou komunitu o myšlenkách, tréninku a filosofii parkouru a také o celosvětovém dění. V současnosti slouží ale portál pro komerční subjekt.
Jeho roli převzal portál Parkourblog.cz, kde lze nalézt techniky a užitečné tipy. Na tvorbě obsahu se podílí zkušení čeští traceuři. Další z komunitních stránek je #projectfreemove.

## Parkour a Free running
Výrazy parkour a free running (freerun) měly původně identický význam, ale později se od sebe oddělily, a rozdíl je často opomíjen. Poté, co se David Belle a Sébastien Foucan rozdělili, free running se rozvinul v umění, které se zaměřuje mnohem víc na estetičnost pohybu než na efektivitu. Foucan definuje free running jako disciplínu seberozvíjení a následování své vlastní cesty. Zatímco traceuři a traceurky trénují, aby uměli překonávat překážky rychleji a efektivněji, freerunneři (runneři, anglicky freerunners, resp. runners) trénují a aplikují pohyby, které jsou estetické a někdy nemají s překonáním překážky ani nic společného. Dva odlišné filosofické přístupy jsou shrnuty následujícími citáty: zkušený free runner Jerome Bon Aoues vysvětluje v dokumentu Jump London:
| „ | Nejdůležitějším elementem je harmonie mezi tebou a překážkou; pohyb musí být elegantní. | “ |

David Belle, PAWA team, případně společně, se vyjádřili k rozdělení parkouru a free runningu oznámením:
| „             | Uvědomte si, že toto umění bylo vyvinuto vojáky ve Vietnamu za účelem úniku nebo přiblížení se: to je duše parkouru, kterou bych chtěl uchovat. Je nutné odlišit, co je v krizové situaci užitečné a co nikoliv. Potom pochopíte, co parkour je a co není. Takže pokud předvádíte akrobacii na ulici za účelem vlastního předvedení se, neříkejte tomu parkour. Akrobacie existovala dávno před parkourem. | “ |
| — David Belle | |   |

## V populární kultuře
Parkour se objevil v různých televizních reklamách, novinových zprávách a různých zábavných pořadech, často v kombinaci s různými formami akrobacie, free runningem, street stunts či trickingem.
Objevil se ve filmech:
- Yamakasi (2001)
- District 13 (2004)
- The Great Challenge (2004)
- The Bourne Supremacy (2004)
- Yamakasi 2 – Velká výzva (2004)
- Casino Royale (2006)
- Breaking and Entering (2006)
- Live Free or Die Hard (Die Hard 4.0) (2007)
- The Bourne Ultimatum (2007)
- District 13 Ultimatum (2009)
- Freerunner (2011)
- Brick Mansions (2014)
- Tracers (2015)

Ve videoklipech:
- Urban Sense

- Jan Hanko
- Taras Povorznyk
- Vladimir Koldaev
- Jump / Confessions on a Dance Floor, Madonna (2005)

Ve videohrách:
- Mirror's Edge od Electronic Arts, (2008)
- Prototype od Ubisoft, (2009)
- Assassin's Creed od Ubisoft, (2007)
- Assassin's Creed 2 od Ubisoft, (2009)
- Assassin's Creed Brotherhood od Ubisoft, (2011)
- Assassin's Creed Revelations od Ubisoft, (2011)
- Assassin's Creed 3 od Ubisoft, (2012)
- Dying Light od Techland, (2015)

V reklamách:
- na K-swiss

Známými parkourovými (free runningovými) dokumenty jsou:
- Jump London (2003)
- Jump Britain (2005)
- Generation Yamakasi[12]
- Parkour Project: Pilgrimage (2008)